# 中国物理学会
中国物理学会是中国物理学工作者组成的全国性、学术性、非营利性社会团体，由中国科学技术协会主管。

## 历史

### 物理学会的创建
1931年，法国物理学家朗之万来华访问，他向中国物理学界提出成立中国物理学会的建议。之后，创建了中国物理学会筹备委员会，梅贻琦担任筹委会主任。1932年8月22日至24日，中国物理学会成立大会在北平的清华大学召开，这也是中国物理学会第一次年会。

### 早期历史
1933年，中国物理学会第二次年会在上海交通大学举行；1934年，第三次年会在南京金陵大学举行；1935年，第四次年会在青岛山东大学举行；1936年，第五次年会在北平燕京大学和清华大学举行。

### 共和国时期
1951年8月，在北京召开中国物理学会第一届会员代表大会。
1984年10月8日，中国物理学会加入国际纯粹与应用物理学联合会（IUPAP）。

## 组织结构
中国物理学会设有7个工作委员会，28个分会、专业委员会，并辖有31个地方物理学会。
工作委员会包括科普工作委员会、出版工作委员会、咨询工作委员会、物理名词委员会、物理教学委员会、学术交流委员会、女物理工作者委员会。

## 颁发奖项
- 胡刚复物理奖
- 饶毓泰物理奖
- 叶企孙物理奖
- 吴有训物理奖
- 王淦昌物理奖
- 谢希德物理奖
- 黄昆物理奖
- 周培源物理奖
- 萨本栋应用物理奖